# Brahms: The Boy II
Brahms: The Boy II ist ein US-amerikanischer Horrorfilm von William Brent Bell aus dem Jahr 2020. Es ist die Fortsetzung von The Boy. Der Film erschien am 21. Februar 2020 in den US-amerikanischen Kinos und einen Tag zuvor in den deutschen Kinos.

## Handlung
Der Film beginnt in London. Liza wird nachts vor den Augen ihres etwa 11-jährigen Sohnes Jude von Einbrechern niedergeschlagen, während sie ihren Mann Sean von einer geschäftlichen Reise zurückerwartet. Das Erlebnis traumatisiert beide: Liza leidet an wiederkehrenden Alpträumen, und der vorher lebhafte Jude spricht kein Wort mehr und teilt sich nur noch schriftlich bzw. körpersprachlich mit.
Um Abstand zu dem Ereignis zu gewinnen, sucht die Familie einen Tapetenwechsel und zieht in das Gästehaus des Heelshire-Anwesens aus The Boy. Bei einem ersten Spaziergang findet Jude die im Wald vergrabene Brahms-Porzellanpuppe, die sie ins Gästehaus mitnehmen und säubern. Als die Eltern bemerken, dass Jude, wenn er allein ist, mit der Puppe spricht, darf sie im Haus bleiben, obwohl Liza eine unerklärliche Angst vor ihr empfindet. Jude nennt die Puppe Brahms und erklärt, sie habe ihm den Namen mitgeteilt.
Eines Morgens präsentiert Jude in seiner Kommunikationskladde die aus dem ersten Film bekannte Liste von Regeln im Umgang mit Brahms, erweitert um den Punkt, dass Jude für immer und ewig bei Brahms bleiben muss. Kurz darauf findet Liza Judes Teddybär zerstört vor und maßregelt Jude dafür, obwohl der seine Unschuld beteuert. Doch kurz darauf wird ihr klar, dass Brahms sich in unbeobachteten Momenten ohne Judes Mitwirkung selbstständig durchs Haus bewegt. Lizas Versuche, Brahms’ Geheimnis zu ergründen, werden von Jude als übergriffiges Ausspionieren wahrgenommen, da sie dafür beispielsweise heimlich sein Zimmer betritt und in seinen Aufzeichnungen blättert.
Begegnungen mit dem geheimnisvollen Wildhüter Joseph, der sich um das Grundstück kümmert, beunruhigen Liza jedes Mal stärker. Es wird deutlich, dass zwischen Joseph und Brahms eine Verbindung besteht.
Als Jude beginnt, sich wie Brahms in Anzug mit Krawatte zu kleiden, wird klar, dass die Situation außer Kontrolle gerät. Offenbar im Auftrag von Brahms setzt Jude per Trotz und Wutanfällen eigene Regeln durch: etwa dass Brahms beim Essen eine eigene Portion bekommt oder Besuch von Verwandten verboten ist. Am nächsten Morgen ist er mit Brahms durch das Fenster verschwunden. Auf der Suche gerät Liza in das Herrenhaus und wird von Judes Stimme in das Wände-Labyrinth gelockt. In Brahms’ Unterschlupf findet sie zunächst die Puppe und wird dann von Jude erschreckt, der die Porzellanmaske des lebenden Brahms aus dem ersten Film trägt. Jude entschuldigt sich sofort bei ihr und später auch bei Sean, der mit Joseph hinzugeeilt ist – erstmals wieder in gesprochenen Worten. Auf Lizas Nachfrage fasst Joseph die Ereignisse des ersten Films kurz zusammen. Die Freude darüber, dass Jude wieder spricht, überdeckt zunächst das unheimliche Erlebnis.
Joseph entdeckt seinen vermissten Hund tot im Wald. Das alarmiert Liza – sie hat in Judes Notizblock zuvor eine Zeichnung von dem toten Hund entdeckt, die nun aber verschwunden ist. Am selben Abend kommen Verwandte zu Besuch – gegen das von Brahms erlassene Verbot. Die Kinder spielen zunächst harmlos miteinander, wobei aber, von den Erwachsenen zunächst unbemerkt, ein Junge, der sich über Jude und Brahms lustig macht, einen lebensgefährlichen bizarren Unfall erleidet. Am Abend vertraut Jude Liza an, er werde von Brahms erpresst – der habe gedroht, die Eltern zu töten, wenn Jude nicht für immer mit ihm ins Herrenhaus ziehe. Unabhängig voneinander erfahren Liza und Sean, dass es in dem Haus schon mehrmals zu mysteriösen Morden durch Kinder gekommen sei, die sich von der Puppe dazu beauftragt fühlten. Sofort eilt Sean zurück zum Haus, wo Jude verschwunden ist und Liza von Joseph bedroht wird. Er eröffnet ihr, dass er derjenige ist, der am Ende des ersten Films die zertrümmerte Brahms-Puppe wieder zusammengesetzt hat, seitdem stehe er unter Brahms’ Befehl wie schon die vielen, die er davor gerufen habe. Er habe auch die Puppe im Wald vergraben, damit Jude sie findet. Liza überwältigt ihn mit einem Überraschungsangriff und eilt mit seinem Gewehr zum Haupthaus.
Dort kommt es zum Showdown: Liza findet Jude im Keller, er trägt Brahms auf dem Arm und wieder die Maske vorm Gesicht. Sie stellt das Gewehr weg und überredet Jude, ihr die Puppe zu geben. Als sie Brahms auf einen Stuhl setzt, richtet Jude das Gewehr auf sie und wirft ihr vor, ihn nicht so beschützen zu können wie Brahms. Während sie ihn zu beschwichtigen versucht, schleicht sich Sean hinter Judes Rücken auf die Puppe zu und zertrümmert sie. In dem Moment bricht der Zauber, der Jude beherrscht hat, und er fällt, wieder als normales Kind, seinen Eltern erleichtert in die Arme. Joseph kommt dazu, die zertrümmerte Puppe beginnt sich zu bewegen und tötet Joseph, der sie nicht beschützt hat, mit einem Feuerstrahl. Darauf nimmt Jude die Puppe nochmals auf seine Arme, entschließt sich dann aber dazu, sie ins Feuer zu werfen, wo sie verbrennt.
Wieder in London: Nach einem fröhlichen Abendessen wird Jude zu Bett gebracht, steht dann nochmals auf, holt die Brahms-Maske aus einem Versteck und wünscht, in den Spiegel blickend, auch Brahms eine gute Nacht.

## Produktion
Im Oktober 2018 wurde bekannt gegeben, dass sich eine Fortsetzung in der Entwicklung befindet. Katie Holmes trat der Besetzung des Films bei, William Brent Bell kehrte zur Regie zurück und Stacey Menear kehrte zurück, um das Drehbuch des Films mit Matt Berenson, Gary Lucchesi, zu schreiben. Tom Rosenberg, Jim Wedaa, Eric Reid und Gary Lucchesi waren in der Filmproduktion tätig. Im November 2018 schlossen sich auch Christopher Convery, Ralph Ineson und Owain Yeoman der Besetzung des Films an. Die Hauptfotografie begann im Januar 2019 und endete im März. Teile des Films wurden in Victoria gedreht.

## Rezeption

### Kritiken
Der Filmdienst lobte die „über weite Strecken klug erzeugte unheimliche Stimmung“ des Films, kritisierte aber, diese werde „zu Gunsten eines formelhaften offenen Endes“ aufgegeben.

### Auszeichnungen
Goldene Himbeere 2021
- Nominierung als Schlechteste Schauspielerin (Katie Holmes, auch für The Secret – Traue dich zu träumen)[12]